# 安曇川站 (江若鐵道)
安曇川站（日语：／ Adogawa eki */?）是位於滋賀縣高島郡安曇川町大字西萬木（現時：高島市安曇川町西萬木），江若鐵道的鐵路車站（廢站）。

## 歷史
在1929年（昭和4年），江若鐵道大溝站至此站之間開通，此站啟用。當時車站名稱為安曇站（日语：／）。該名稱是取自當時的村名（高島郡安曇村）。在1931年（昭和6年），路線延伸至近江今津站。
安曇是高島郡內主要的商業區，因為長久以來一直希望設有鐵路服務。在鐵路線延伸至此處之際，舉行了大規模的慶祝會。當時的新聞報道中，居民歡呼雀躍地在安曇站迎接第一架列車到達。後來隨著實行町制和合併。在1954年（昭和29年），車站所在地變為安曇川町，車站名稱也改為安曇川站。
江若鐵道在1969年（昭和44年）10月31日結束營業，車站在翌日11月1日廢除。

### 年表
- 1929年（昭和4年）6月1日：江若鐵道大溝至安曇之間開業，安曇站啟用。當時車站位於高島郡安曇村[2][3]。當日在站前舉行開通慶祝會。在翌日下午於安曇小學也舉行慶祝會[6]。
- 1931年（昭和6年）1月1日：此站至近江今津站之間開通[2][9]。
- 日時不詳：改名為安曇川站[注 1]。
- 1969年（昭和44年）11月1日：車站被廢除[2]。

## 車站構造
安曇川站內設有客運和貨運業務（一般車站），可進行列車交會。站內設有2面2線的島式月台、側線和貨運月台。
另外，在車站範圍內設有大型木材堆放場。這些木材都是來自町西邊山區的朽木村。此站設有貨運列車裝載木材，並向南方運送。原本來自朽木的木材是使用安曇川和琵琶湖等水路運送，後來車站啟用後，部分運輸路線改用鐵路。

## 使用狀況
以下為開業起數年之間的一年上下車人次和貨物起卸量：
| 一年客量和貨物起卸量： | 一年客量和貨物起卸量： | 一年客量和貨物起卸量： | 一年客量和貨物起卸量： | 一年客量和貨物起卸量： | 一年客量和貨物起卸量： |
| 年                     | 旅客                   | 旅客                   | 貨物                   | 貨物                   | 參考資料               |
| 年                     | 乘車                   | 下車                   | 發送                   | 到達                   | 參考資料               |
| ---------------------- | ---------------------- | ---------------------- | ---------------------- | ---------------------- | ---------------------- |
| 1931年                 | 59,159人               | 59,854人               | 3,255公噸              | 3,142公噸              | [ 13 ]                 |
| 1934年                 | 67,261人               | 68,065人               | 3,968公噸              | 3,439公噸              | [ 14 ]                 |
| 1935年                 | 75,074人               | 76,154人               | 4,917公噸              | 3,603公噸              | [ 15 ]                 |
| 1936年                 | 80,635人               | 80,979人               | 4,356公噸              | 3,615公噸              | [ 16 ]                 |

## 車站周邊
站前設有一些旅館和餐廳等商鋪，形成了一條商店街。車站鄰接巴士廠，於站前設有巴士到發。
此站最接近藤樹書院遺址，該書院是由被尊稱為「近江聖人」的江戶時代儒家學者中江藤樹開辦。另外，在車站附近也有許多與中江藤樹相關的設施（例如藤樹神社）。在戰前和戰爭期間，以修身養性作為教材，上述的設施變成了觀光景點，在江若鐵道沿線介紹中記述了這些觀光景點。在車站內的觀光資訊中，除了介紹與藤樹相關的景點外，還有朽木滑雪場和朽木溪谷等朽木村景點，使此站也是朽木一帶的觀光玄關口。
在江若鐵道廢線後，於車站遺址北邊設置了湖西線的安曇川站。已經看不見此站的痕跡。

## 相鄰車站
江若鐵道
江若鐵道線
水尾－安曇川－新旭
- 在此站與新旭站之間設有江若鐵道最長的橋樑，名為安曇川橋樑。

## 注腳

## 相關項目
- 日本鐵路車站列表 A